# Мильвид, Чеслав Викторович
Чеслав Викторович Мильвид (лит. Česlovas Milvydas, пол. Czesław Milwid; 1870 — ?) — адвокат, депутат Государственной думы I созыва от Ковенской губернии.

## Биография
Литовец по национальности. Сын Виктораса Томаса Милвидаса и Ядвиги Мильвидене, урождённой Цитавичюте (Citavičiūtė) родился в 1870 году.
Окончил Шавельскую гимназию и юридический факультет Московского университета (1894). Был присяжным поверенным в Шавли. Состоял в Конституционно-демократической партии. Владел землёй.
26 марта 1906 года был избран в Государственную думу I созыва от общего состава выборщиков Ковенского губернского избирательного собрания. Вошёл в состав группы Западных окраин. Состоял в думской комиссии по вопросам гражданского равенства и финансовой комиссии. Участвовал в прениях по аграрному вопросу.
Дальнейшая судьба и дата смерти неизвестны.

## Семья
- Жена — Каролина Мильвидене (Karolina Milvydienė, урожденная Скаусгирдюте (дочь Владаса Скаусгирдаса). В семье семеро детей: 3 сына и четыре дочери.
- Сестра — Она, в замужестве Буцевичене (Ona Buciaviečienė)